# Arquivos do Instituto de Biologia Vegetal
Archivos do Jardim Botânico do Rio de Janeiro (abreviado Arq. Inst. Biol. Veg.) es una revista ilustrada con descripciones botánicas que es editada por el Jardín Botánico de Río de Janeiro. Comenzó su publicación en el año 1934 . Sustituía a Archivos do Jardim Botânico do Rio de Janeiro. 